# شهرك شهيد باهنر جدول نو
شهرك شهيد باهنر جدول نو (بالفارسية: شهرک شهید باهنر جدول‌نو) هي قرية تقع في Hasanabad Rural District في إيران. يقدر عدد سكانها بـ 390 نسمة .